# Municipio de Whiteford (Míchigan)
El municipio de Whiteford (en inglés: Whiteford Township) es un municipio ubicado en el condado de Monroe en el estado estadounidense de Míchigan. En el año 2010 tenía una población de 4602 habitantes y una densidad poblacional de 44,16 personas por km².

## Geografía
El municipio de Whiteford se encuentra ubicado en las coordenadas 41°46′20″N 83°42′37″O / 41.77222, -83.71028. Según la Oficina del Censo de los Estados Unidos, el municipio tiene una superficie total de 104.22 km², de la cual 102,88 km² corresponden a tierra firme y (1,29 %) 1,34 km² es agua.

## Demografía
Según el censo de 2010, había 4602 personas residiendo en el municipio de Whiteford. La densidad de población era de 44,16 hab./km². De los 4602 habitantes, el municipio de Whiteford estaba compuesto por el 96,31 % blancos, el 1,52 % eran afroamericanos, el 0,07 % eran amerindios, el 0,5 % eran asiáticos, el 0,72 % eran de otras razas y el 0,89 % eran de una mezcla de razas. Del total de la población el 2,11 % eran hispanos o latinos de cualquier raza.